# 林屋礼二
林屋 礼二（はやしや れいじ、1930年12月16日 - 2018年1月6日）は、日本の法学者。専門は民事訴訟法。東北大学名誉教授。日本学術会議会員。従四位瑞宝中綬章。

## 略歴
東京生まれ。1957年東北大学法学部卒業。
1960年同助手、学習院大学法学部助教授、1970年教授、1973年東北大学法学部教授、1994年定年退官、名誉教授。
2018年1月6日、心不全のため、仙台市青葉区の病院で死去、87歳。
叙従四位、瑞宝中綬章追贈。

## 著書
- 『民事訴訟法概要』有斐閣 1991
- 『民事訴訟の比較統計的考察』有斐閣 1994
- 『あたらしい民事訴訟法 改正ポイント講義』信山社出版 1998
- 『破産法講話 破産手続の理論と実際』信山社出版 1998‐99
- 『憲法訴訟の手続理論』信山社出版 1999
- 『新民事訴訟法概要』有斐閣 2000
- 『法と裁判と常識 法学者の生活四十年』信山社出版 2001
- 『オンブズマン制度 日本の行政と公的オンブズマン』岩波書店 2002
- 『明治期民事裁判の近代化』東北大学出版会 2006
- 『西欧における民事裁判の発達と展開』 有斐閣 2021

## 共編著
- 『市民のための法律入門』中川善之助,遠藤浩共著 有斐閣 1968
- 『実務法律大系 8 仮差押・仮処分』西山俊彦共編 青林書院新社 1972
- 『実務法律大系 7 強制執行・競売』宮脇潔,稲葉威雄共編 青林書院新社 1974
- 『強制執行・競売の基礎』上谷清,河村卓哉共編 青林書院新社 1977 基礎法律学大系
- 『破産法』上田徹一郎,福永有利共著 青林書院新社 青林双書 1977
- 『民事訴訟法』吉村徳重共著 有斐閣新書 1982
- 『教材法学資料ハンドブック』鈴木禄弥共編 第一法規出版 1984
- 『判例による法学入門』新版 中川善之助共編 青林書院 1985
- 『民事訴訟法ゼミナール』小島武司共編 有斐閣ブックス 1985
- 『民事執行法』編 青林書院 基本法学双書 1991
- 『データムック民事訴訟 見て読む日本の民事裁判』編著 有斐閣 1993
  - 第2版 菅原郁夫共編著 有斐閣 ジュリスト増刊 2001
- 『民事手続法事典』宮脇幸彦共編 ぎょうせい 1995
- 『図説判決原本の遺産』石井紫郎,青山善充共編 信山社出版 1998
- 『注解破産法 第3版 斎藤秀夫,麻上正信共編 青林書院 1998
- 『公的オンブズマン 自治体行政への導入と活動』篠原一共編 信山社出版 1999
- 『民事訴訟法』河野正憲共編 青林書院 1999 現代青林講義
- 『民事訴訟法入門』吉村徳重,中島弘雅,松尾卓憲共著 有斐閣双書 1999
- 『民事訴訟法辞典』小野寺規夫共編 信山社出版 2000
- 『法曹養成実務入門講座 1 法曹のあり方 法曹倫理』藤田耕三、小野寺規夫、田中康郎共編 信山社出版 2003
- 『明治前期の法と裁判』石井紫郎,青山善充共編 信山社出版 2003
- 『統計から見た明治期の民事裁判』菅原郁夫,林真貴子共編著 信山社出版 2005
- 『法曹養成実務入門講座 2 事実認定・渉外事件』小堀樹,藤田耕三,増井清彦,小野寺規夫,河野正憲,田中康郎,奥田隆文共編、2005
- 『法曹養成実務入門講座 別巻』小堀樹,藤田耕三,増井清彦,小野寺規夫,河野正憲,田中康郎,奥田隆文共編 信山社出版 2005
- 『統計から見た大正・昭和戦前期の民事裁判』菅原郁夫,林真貴子,田中亜紀子共編著 慈学社出版 2011